# Viktor Pollak
Viktor Adolf Pollak (* 17. März 1917 in Wien; † 29. April 1999 auf den Jungferninseln) war ein tschechisch-österreichisch-kanadischer Medizintechniker.

## Leben
Der aus einer jüdischen Familie stammende Pollak wuchs nach dem Tode seiner Eltern bei seinem Onkel in Postoloprty in der Tschechoslowakei auf. Er besuchte ein Prager Gymnasium und begann dort ein Studium der Elektrotechnik und Medizin, das er nach der deutschen Besetzung abbrechen musste.
1941 wurde die Familie in das Ghetto Theresienstadt deportiert. Nach der Befreiung im Jahre 1945, die die Familie seines Onkels nicht mehr erlebte, nahm er sein Studium wieder auf und graduierte 1946 zunächst mit einem Diplomabschluss der Elektrotechnik später auch der Medizin.
Pollak forschte auf dem Gebiet der Medizintechnik und war bis 1968 in Europa, Südamerika und Asien tätig, daneben entwickelte er Designs für die tschechoslowakische Telefongesellschaft Telsa. Ab 1968 wirkte er an der kanadischen Universität Saskatchewan, wo er 1970 auf den Lehrstuhl für Biomedizintechnik berufen wurde. Auch nach seiner Emeritierung im Jahre 1984 setzte Pollak seine Forschungen und Veröffentlichungen fort. Im Jahre 1999 verstarb Pollak während einer Schiffsreise nach Europa.
Im Jahre 2004 stiftete seine Witwe Mirka Pollak gemäß dem Vermächtnis ihres Mannes den Viktor-und-Mirka-Pollak-Fonds für Medizinische Technik, aus dem ein Betrag von 100.000 $ an die RWTH Aachen erging und aus dem jährlich der derzeit mit 2000 € dotierte Viktor-und-Mirka-Pollak-Preis für Medizinische Technik zur Förderung medizintechnischer Forschungsarbeiten an Absolventen der Hochschule verliehen wird.